# Плато Акійосі

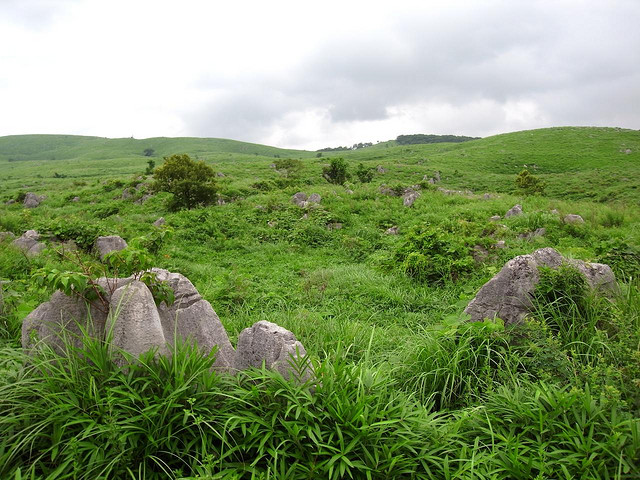
Плато Акійоші.

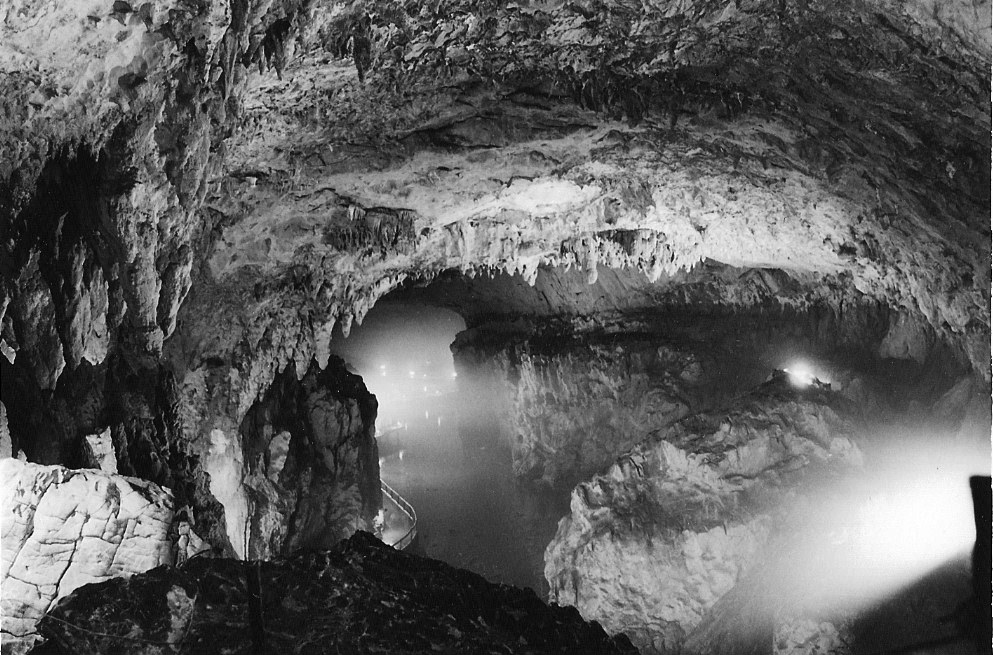
Печери Акійоші.

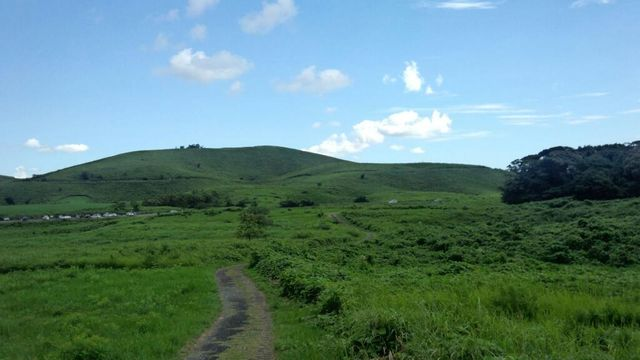
Плато Акійоші

34°14′32″ пн. ш. 131°17′54″ сх. д. / 34.242222° пн. ш. 131.298333° сх. д.
Плато́ Акійо́ші (яп. 秋吉台, あきよしだい, МФА: [akʲijoɕi dai̯]) — карстове плато в Західній Японії. Розташоване на території міста Міне префектури Ямаґуті. Найбільша карстове плато в країні. Площа сягає понад 130 км². Поділене на дві частини річкою Кото. У східній частині розташовані велика підземна пече́ра Акійо́ші (яп. 秋芳洞, あきよしどう, МФА: [akʲijoɕi doː]） та Пекельне плато. Середня висота — 200 — 400 метрів. Плато покрите луками, що усіяні численними гострими каменями. Використовується в дослідницьких, господарських і туристичних цілях. Місце найбільшого видобутку мармуру в Японії. Входить до складу Національного парку «Плато Акійоші». З 2005 року охороняється Рамсарською конвенцією.